# Маскалучія
Маскалучія (італ. Mascalucia, сиц. Mascalucìa) — муніципалітет в Італії, у регіоні Сицилія,  метрополійне місто Катанія.
Маскалучія розташована на відстані близько 530 км на південний схід від Рима, 165 км на схід від Палермо, 6 км на північ від Катанії.
Населення — 31 699 осіб (2014).
Щорічний фестиваль відбувається 15 червня. Покровитель — святий Віт.

## Демографія
Населення за роками:

Станом на 1 січня 2023 року в муніципалітеті офіційно проживало 320 іноземців з 57 країн, серед них 109 громадян країн Євросоюзу та 15 громадян України.

## Відомі особистості
В поселенні народився:
- П'єтро Фросіні (1885—1951) — італійський композитор і музикант

## Сусідні муніципалітети
- Бельпассо
- Катанія
- Гравіна-ді-Катанія
- Ніколозі
- Педара
- Сан-П'єтро-Кларенца
- Треместієрі-Етнео